# حي مونمارتر

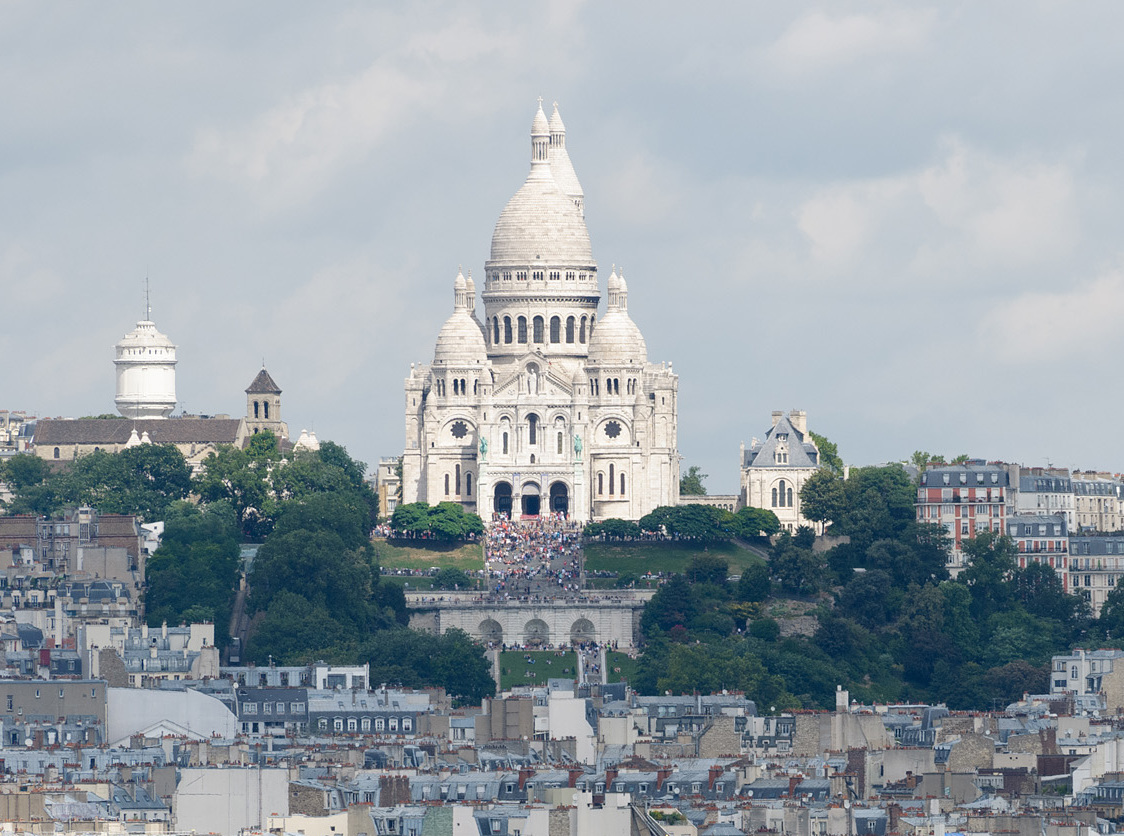
حي مونمارتر من الجنوب)

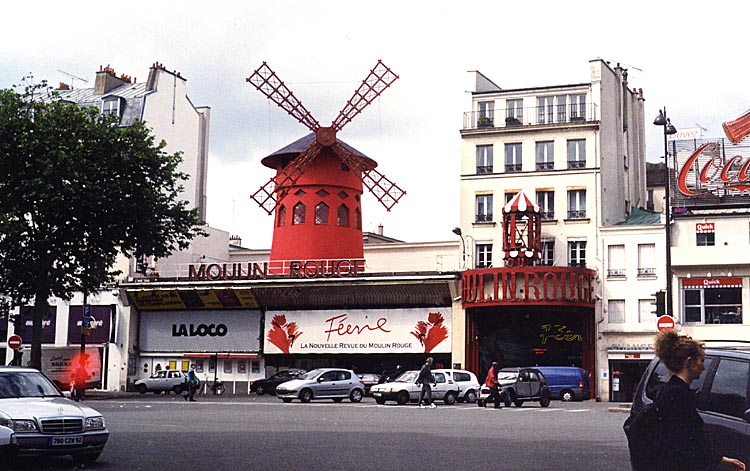
كاباريه الطاحونة الحمراء في حي مونمارتر

حي مونمارتر بالفرنسية (Montmartre) وهو حي من أحياء الدائرة الثامنة عشر في باريس ويعتبر من أعلى أحياء باريس من حيث الارتفاع. 
كما يعتبر كأحد المعالم السياحية والمواقع الأثرية في باريس. فيه تقع كنيسة الساكري كور في مونمارتر.

## الموقع
يقع هذا الحي قرب حي كوت دور وقرب محطة باريس الشمال في باريس كما أنه يطل على قسم كبير من باريس والأحياء الشمالية أيضاً كحي الشابل.

## خصائص الحي

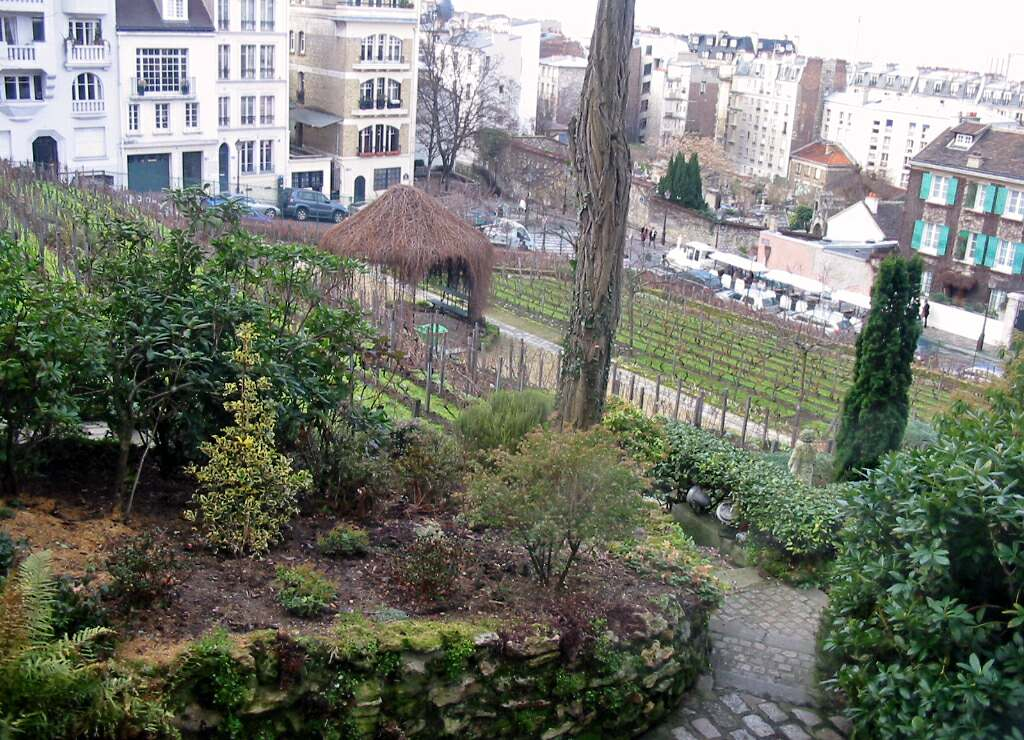
كرم عنب مونمارتر في السفح الشمالي للحي

كان في السابق حياً خارج باريس وكان يعتبر كقرية، ومازالت بعض بيوته مبنية كبيوت القرى، وفيه حقل للعنب وطاحونة هواء قديمة وفيه طابع قديم. ويعبر أحد أماكن السهرات في باريس.
الحي مسكون من طبقة الأغنياء وأيضاً طبقة البوبو والفنانين وكثير من البريطانيين، وكان في السابق يوجد به الكثير من العرب من شمال أفريقيا،

## التاريخ

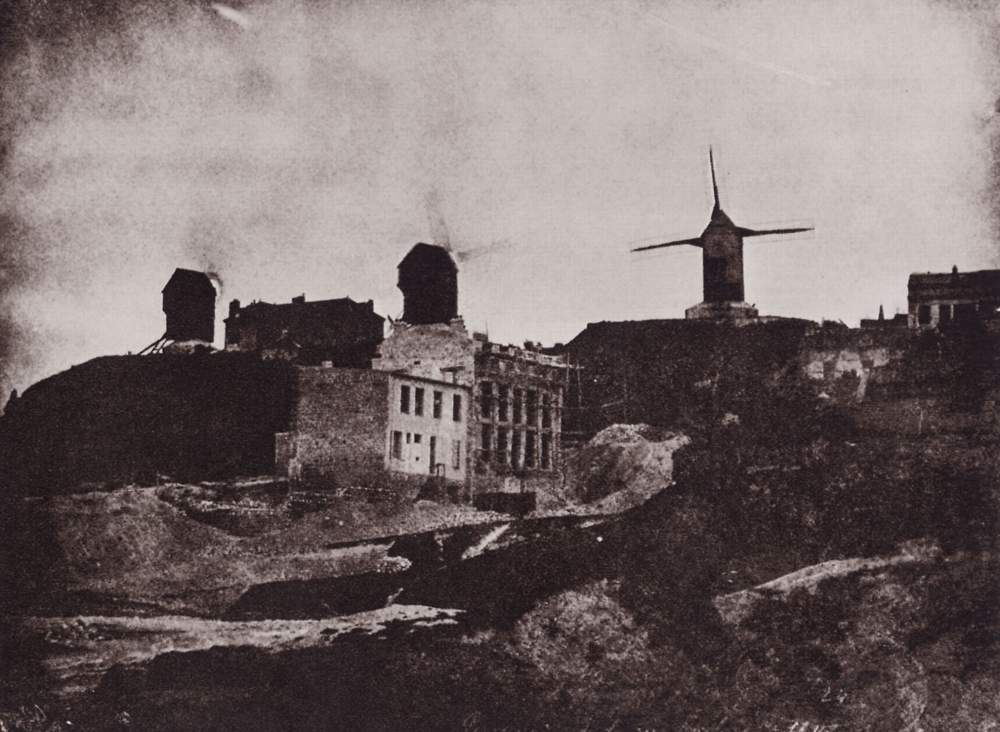
طواحين حي مونمارتر في عام 1842

## المعالم
في هذا الحي بعض أشهر معالم باريس السياحية وهي :
- طاحونة لا كاليت وهي طاحونة قمح ومعصرة عنب للخمر.
- كاتدرائية الساكري كور الموجودة على تلّة في الوسط الجنوبي من هذه الدائرة في أعلى قمة منه.
- كرم عنب مونمارتر وهو معروف جداً ويعتبر حقل العنب الأخير الذي بقي في باريس لإنتاج النبيذ.
- مقبرة مونمارتر (باريس)

كما يوجد الملاهي الليلية الأكثر شهرة في باريس والعالم كـ :
- الطاحونة الحمراء ، صالة عروض الأكثر شهرة في العالم.
- ملهى القط الأسود ، ملهى ليلي.
- لاسيكال.

بالإضافة إلى الغديد من الصالات المنتشرة على السفح الجنوبي لمرتفع المونمارتر.

## أعلام
- أديلايد من سافوي
- كلود ليكومت